# Іфіра Блек Бьорд
Футбольний клуб «Іфіра Блек Бьорд» або просто «Іфіра Блек Бьорд» (англ. Ifira Black Bird) — вануатський футбольний клуб з острова Іфіра, на південному-заході Вануату. Один з найсильніших клубів Футбольної ліги Порт-Віли.

## Історія
Заснований 1918 року в місті Порт-Віли. За всю історію клубу «Іфіра Блек Бьорд» наразі виграв три чемпіонати ПВПЛ, спочатку в 1986 році, а в 2017 та 2020 роках знову виграв чемпіонат. Клуб виграв чемпіонат 2017 року, набрав 31 очко в 14 матчах чемпіонату, на одне очко випередив минулорічного чемпіона «Еракор Голден Стар». Перемога в Прем'єр-лізі Порт-Віли дозволила «Іфіра Блек Бьорд» до Суперліги Найкращі 4 2017, турніру, до якого отримували путівку чотири найкращі команди з Прем’єр-ліги Порт-Віли та Національної Суперліги ВФФ. Переможець цього турніру отримував можливість зіграти в Лізі чемпіонів ОФК. У 2018 році ФК «Еракор Голден Стар» обіграв ФК «Іфіра Блек Берд».

## Досягнення
- Футбольна ліга Порт-Віли
  -  Чемпіон (5): 2017, 2020, 2022, 2023, 2024

- Кубок Футбольної Асоціації Порт-Віли
  -  Фіналіст (1): 2014

## Домашні матчі
Всі матчі Прем'єр-ліги Порт-Віли проводять на муніципальному стадіоні Порт-Віли.

## Відомі тренери
- Батрам Сурі (2014–2017)